# Misterios (estación)
Misterios es una de las estaciones que forman parte del Metro de la Ciudad de México, perteneciente a la Línea 5. Se ubica al norte de la Ciudad de México, en el límite de las alcaldías Gustavo A. Madero y Cuauhtémoc.

## Información general
Su nombre se deriva a la cercanía con la Calzada de los Misterios, una de las avenidas que unía antiguamente a la Ciudad de México con la Villa de Guadalupe. A lo largo de dicha vialidad  se encuentran 15 monumentos de cantera que conmemoraban cada uno a los 15 misterios del Rosario. Era costumbre que quienes peregrinaban de la Ciudad de México a la Villa de Guadalupe rezaran el Rosario guiándose por estos monumentos. La silueta de uno de ellos es el símbolo de la estación. A pesar del nombre, esta estación se encuentra a 5 cuadras de la Calzada de los Misterios, lo cual no es tan cercano como podría parecer (350 m aproximadamente)

## Afluencia
La siguiente tabla muestra la afluencia de la estación en los últimos 10 años:
| Afluencia Anual de Pasajeros | Afluencia Anual de Pasajeros | Afluencia Anual de Pasajeros | Afluencia Anual de Pasajeros | Afluencia Anual de Pasajeros | Afluencia Anual de Pasajeros |
| ---------------------------- | ---------------------------- | ---------------------------- | ---------------------------- | ---------------------------- | ---------------------------- |
| Año                          | Afluencia                    | A Diario                     | Ranking Anual                | Aumento%                     | Ref.                         |
| 2024                         | -                            | -                            | -                            | -                            |                              |
| 2023                         | 2,518,389                    | 6,899                        | 142°/195                     | +7.28%                       | [ 2 ]                        |
| 2022                         | 2,347,498                    | 6,431                        | 145°/195                     | +38.37%                      | [ 3 ]                        |
| 2021                         | 1,696,494                    | 4,647                        | 149°/195                     | +15.32%                      | [ 4 ]                        |
| 2020                         | 1,471,058                    | 4,019                        | 170°/195                     | -50.20%                      | [ 5 ]                        |
| 2019                         | 2,953,802                    | 8,092                        | 164°/195                     | -3.52%                       | [ 6 ]                        |
| 2018                         | 3,061,616                    | 8,387                        | 163°/195                     | +2.05%                       | [ 7 ]                        |
| 2017                         | 3,000,250                    | 8,219                        | 163°/195                     | +0.51%                       | [ 8 ]                        |
| 2016                         | 2,985,039                    | 8,155                        | 165°/195                     | -0.67%                       | [ 9 ]                        |
| 2015                         | 3,005,192                    | 8,233                        | 152°/195                     | -1.46%                       | [ 10 ]                       |

## Conectividad
- Línea 7 del Metrobús.
- Línea 5 del Trolebús.

### Salidas
- Norte: Circuito Interior Av. Río Consulado Nte. y Calle Constantino, Colonia Vallejo.
- Sur: Circuito Interior Av. Río Consulado Sur y Calle Constantino, Colonia Peralvillo.